# Садко
Садко (ру. Садко́, Богатый гость) је јунак руских народних песама новгородског циклуса. Био је трговац и гуслар који се обогатио свирајући на двору „морског цара“. У песмама о њему одражавао се трговачки карактер новгородског живота.
На мотиве песама о Садку Николај Римски-Корсаков компоновао је истоимену оперу.